# Crenopharynx brevicaudata
Crenopharynx brevicaudata is een rondwormensoort uit de familie van de Phanodermatidae. De wetenschappelijke naam van de soort is voor het eerst geldig gepubliceerd in 1950 door Schuurmans Stekhoven.